# Calogero Giallanza
Calogero Giallanza (Naso, 26 luglio 1967) è un flautista italiano.

## Biografia
Cresciuto in Sicilia, Giallanza si trasferisce a Roma dove si diploma in flauto al Conservatorio Santa Cecilia e si perfeziona presso l'Accademia Musicale Pescarese sotto la guida di Roberto Fabbriciani.
Dal 1999 intraprende un progetto artistico caratterizzato dall'incontro tra la musica classica (dal barocco alla musica contemporanea) e la World Music; in particolare, il suo stile musicale realizza una fusione tra il linguaggio della musica classica contemporanea ed i suoni e ritmi del bacino del Mediterraneo. Oltre ad essere esecutore, Giallanza sollecita la composizione di nuova musica (spesso dedicata a lui) ed è egli stesso compositore. Pietro Carfì sulle pagine di World Music Magazine scrive che Giallanza “è riuscito ad emanciparsi dall'elitarismo auto compiacente della musica “colta” contemporanea muovendosi tra atmosfere cameristiche e riferimenti tradizionali con un'espressività poeticamente rarefatta e allusiva”.
È apprezzato dal compositore Ennio Morricone, il quale dichiara: “posso testimoniarne la bravura tecnica, l'interpretazione, la voce, l'intonazione sono un'inconfutabile realtà”.
Da compositore e interprete, ha realizzato commenti musicali per trasmissioni televisive (Geo & Geo, su Raitre), cortometraggi, mediometraggi e musiche di scena per il teatro con l'"Officina Teatro degli Ostinati” ed in particolare con lo scrittore e regista Francesco Randazzo.
Inoltre, ha collaborato con Andrea Piccioni, Salim Dada, Nuova Consonanza, Folk Studio Contemporanea, Giovanni Guaccero, Luca Mereu, Sergio Pallante, Gaetano Panariello, Karima Skalli ed in teatro con Melo Freni, Massimo Foschi, Filippo Luna, Caterina Vertova, Mariella Lo Giudice, Vittorio Viviani, Luisa Kuliok.
Giallanza è protagonista del documentario di Pierpaolo Gandini Favola del vento e del mare, girato nella riserva naturale "Le montagne delle Felci e dei Porri” sull'Isola di Salina (Isole Eolie), nel quale il flautista accompagna in persona e con la sua musica lo spettatore alla scoperta delle bellezze naturali del luogo.
Ha partecipato a festival ed eventi musicali alla Vatroslav Lisinski Concert Hall a Zagabria (Croazia) nel 2003 e, sempre nello stesso anno, presso l'Arizona State University (Stati Uniti d'America), al Rio Harp Festival (Brasile) nel 2009 e nel 2010, al Melbourne Italian Festival 2007 (Australia), a Italian Style 2001 ad Abu Dhabi (Emirati Arabi Uniti), al MASP (Museu de Arte de São Paulo) nel 2010 (Brasile), al Festival Todi, al Taormina Arte 2013 (Teatro antico di Taormina), al Festival Costantina (Algeria) 2015, al Teatro Pirandello di Lima (Perù) 2017, All'Ambasciata d’Italia di Bogotà (Colombia) 2017, al 
S.O.L. Festival 3 Lebanese Pipe Organ Week (Libano) 2018, al Teatro DuocUC Santiago del Cile (Cile) 2018, all'Istituto Italiano di Cultura di Buenos Aires (Argentina) 2018, Presidenza della Repubblica Italiana - Palazzo del Quirinale 2022, Teater Kecil Taman Izmal Marzuki 2023 - Jakarta (Indonesia)

## Onorificenze
Ufficiale dell'Ordine al Merito della Repubblica Italiana
«In questo tempo di guerre, di stragi, di interessi inconfessabili e di fanatismi assurdi, l’Opera e l’Impegno Civile e Sociale dimostrata dal Maestro Calogero Giallanza, rappresenta uno straordinario segnale di pace e di fratellanza».
― 02 giugno 2019, su proposta della Presidenza del Consiglio dei Ministri.

## Premi e riconoscimenti
- 2002 - "Nzula" di Francesco Randazzo (Autore delle musiche)
  - - I Premio come migliore spettacolo II Rassegna "Schegge d'Autore" ENAP – Roma[28],
  - - Premio Battipaglia - Istituzione "Magna Graecia" - premio del pubblico come migliore spettacolo
- 2005 - “San Gregorio in Festival”
- 2009 - Premio nazionale IMAIE[29],(1º classificato)
- 2010 - Premio Nazionale “Antonello da Messina”[30]
- 2012 - Medaglia del Presidente della Repubblica Italiana Giorgio Napolitano in qualità di direttore artistico della Rassegna Organistica Nebroidea “Annibale Lo Bianco”[31].

## Discografia
- 1999 - "Mediterranea" Calogero Giallanza (flauto solista), Luca Mereu (chitarra) - Musiche di Calogero Giallanza e Luca Mereu - Edizioni Musicali Cantoberon - cnt.it[32].
- 2001 - "Thalassa" - Calogero Giallanza (flauto solista), Adalgisa Turrisi (arpa), Carla Tutino (contrabbasso), Dario Arcidiacono (percussioni) - Musiche di Calogero Giallanza - Edizioni Ostinati Officina Musica[33].
- 2005 - “Due fauni, arco e pizzicato" - Ensemble Colosseum: Calogero Giallanza (flauto solista), Stefano Cogolo (flauto), Francesca Bonessi (clavicembalo), Livia Di Girolamo (violoncello). Musiche di Autori Vari - Gruppo Elettrogeno Edizioni Musicali - Edizioni eXTensione[34].
- 2007 - “Vento di scirocco" - Calogero Giallanza (flauto solista), Luca Mereu (chitarra). Edizioni Domani Musica[35].
- 2007 - “Al muhda ilayy. Brani per flauto dedicati a Calogero Giallanza” - Calogero Giallanza (flauto solista), Adalgisa Turrisi (arpa) - Edizioni Ostinati Officina Musica - IMAIE Distribuito da Stradivarius (etichetta discografica)[36] Musiche di Calogero Giallanza e di Autori contemporanei[37].[38].
- 2011 - “Shulùq. Suoni e Ritmi dal Mediterraneo" - Calogero Giallanza (flauto solista), Mohan Testi (arpe), Andrea Piccioni (percussioni), Edizioni Ostinati Officina Musica ENPALS Distribuito da Stradivarius (etichetta discografica).[39][40][41][42]
- 2022 - "The Dream of Ibn Hamdis”. Shuluq Ensemble: Calogero Giallanza (flauto solista), Salim Dada (Kwitra, chitarra), Andrea Piccioni (percussioni), Karima Skalli (voce). Edizioni Visage Music.[43][44].

I dischi sono stati recensiti su Il Giornale della Musica EDT, Amadeus, La Repubblica , Gazzetta del Sud, World Music, Syrinx (Rivista dell'Accademia Italiana del Flauto), il manifesto (supplemento ALIAS), Centonove.

## Videografia
- 2001 Conone Navacita, documentario, musiche composte ed eseguite da Calogero Giallanza (flauto) e Luca Mereu (chitarra), Elios Produzioni.
- 2004 Favola del vento e del mare, documentario di Pierpaolo Gandini, Calogero Giallanza protagonista ed autore delle musiche, SD cinematografica[53][54].
- 2006 Il dolce canto di Tirsia, cortometraggio per la televisione - Nucciarte produzioni, regia di Francesco Lama, musiche di Calogero Giallanza.[55]
- 2006 Il primo amore, cortometraggio di Francesco Randazzo, Urfaust Production, musiche a cura e di Calogero Giallanza.
- 2007 Didone errante, mediometraggio di Francesco Randazzo, Produzione "Ostinati" - IMAIE – Film Commission Siracusa, musiche di Calogero Giallanza.
- 2011 "Coros" Musica e Architettura, in collaborazione con gli architetti Antonino Bontempo e Francesca Amarilli[56]